# Чиквин, Евгений Григорьевич
Евге́ний Григорьеви́ч Чи́квин (Эуге́ниуш Чи́квин; пол. Eugeniusz Czykwin, бел. Яўген Чыквін; род. 12 сентября 1949 в Орле, Белостокское воеводство, Польская Народная Республика) – польский политик, журналист, активист православного сообщества и представитель белорусского меньшинства, депутат Сейма Польской Народной Республики и Сейма Республики Польша в IX, X, I, IV, V, VI, VII и IX  созывах.

## Биография
Окончил транспортный факультет Варшавского политехнического университета. В 1980-х годах работал в районной дирекции Польских государственных железных дорог в Белостоке.
В 1980 году он стал соучредителем и председателем Православной теологической, светской и мирянской молодёжной ассоциации богословов (позднее действующей под названием «Братство православной молодежи»), первого массового православного светского движения в социалистическом блоке. В 1980-х годах он был членом национального совета Патриотического национального движения возрождения, членом президиума воеводского совета Белостокского филиала Патриотического движения национального возрождения и членом областного совета Общества польско-советской дружбы в Белостоке. С 1985 года он был главным редактором ежемесячника «Православное обозрение (пол. Przegląd Prawosławny)» (до 1991 года издавался под названием «Подляский Еженедельник (пол. Tygodnik Podlaski)», первого журнала такого типа в послевоенной истории Польши.
С 1985 по 1989 годы депутат Сейма ПНР IX созыва от Христианской общественной ассоциации.
В 1991–1993 годах депутат Сейма I созыва от Избирательного комитета православных. Был соавтором Закона от 4 июля 1991 года об отношении государства к Польской автокефальной православной церкви. На парламентских выборах в 1993 и 1997 годах организовал избирательные комитеты Подляских национальных меньшинств, которые не смогли, однако, получить места для своих представителей в парламенте.
С 1998 по 2001 год депутат Сеймика Подляского воеводства I созыва.
В 2001 и 2005 годах он был переизбран в сейм от партии Союза демократических левых сил (СДЛС). Разработал Закон от 6 января 2005 года о национальных и этнических меньшинствах, а также о правовом статусе региональных языков. На парламентских выборах 2007 года стал депутатом в шестой раз, получив 14 234 голоса в Подляском избирательном округе. В 2008 году был председателем парламентского клуба Lewica (переименован в KP SLD в сентябре 2010 года).
Согласно каталогам, опубликованным Институтом национальной памяти (ИНП), в 1983 году был зарегистрирован Службой безопасности МВД ПНР в качестве тайного сотрудника с именем «Изидор», затем псевдоним был изменён на «Вильгельм». В люстрационных декларациях, представленных несколько раз в 1997 году, Евгений Чиквин заявил, что он не был сотрудником спецслужб ПНР. В 2009 году прокурор ИНП обвинил Чиквина в даче ложных показаний на люстрационном процессе, а в 2011 году Окружной Суд Белостока признал показания Чиквина истинными. В том же году в результате апелляции, поданной прокурором Института национальной памяти, Апелляционный суд в Белостоке отменил это решение, передав дело в суд первой инстанции. В 2013 году Районный суд вновь подтвердил правдивость показаний депутата, и суд кассационной инстанции оставил в силе первоначальное решение.
На парламентских выборах 2011 года он баллотировался со 2-го места в списке избирательной комиссии Союза демократических левых сил по избирательному округу №24 в Белостоке и получил в итоге место в парламенте. За него подано 14 286 голосов (3,33% голосов в округе). На выборах в Европарламент в 2014 году он безуспешно баллотировался по списку коалиции Союз демократических левых сил-Уния труда, получив лишь 7387 голосов. На выборах 2015 года безуспешно баллотировался в качестве независимого кандидата в Сенат.
В 2017-м году выступил в поддержку инициативы о передаче Исаакиевского собора в Санкт-Петербурге Русской православной церкви.
Активно занимается вопросом возрождения памяти о депортации беженцев западных окраин на закате Царства Польского.
Ведёт активную деятельность по налаживанию двухстороннего сотрудничества между Беларусью и Польшей.
Неоднократно принимал участие в чествовании памяти советских солдат, погибших во время Великой Отечественной войны на территории Польши. В июне 2020 года в медийном пространстве подвергся нападкам со стороны отдельных представителей польской общественности за использование советской символики и Георгиевской ленты во время данных мероприятий.
На парламентских выборах 2019 года был избран депутатом Сейма IX созыва от Гражданской коалиции, получив 14 083 голоса.
Председатель международно ассамблеи православия с 3 июля 2023 года.
На парламентских выборах 2023 года получил 8332 голоса (1,37%) и не был переизбран в Сейм.

## Участие в выборах
| Выборы | Избирательный комитет                            | Избирательный комитет                | Орган                                       | Результат       |
| ------ | ------------------------------------------------ | ------------------------------------ | ------------------------------------------- | --------------- |
| 1985   |                                                  | Христианская социальная ассоциация   | Сейм Польской Народной Республики IX созыва | зелёная ✓       |
| 1989   |                                                  | Христианская общественная ассоциация | Сейм Польской Народной Республики X созыва  | 38 750 (28,57%) |
| 1989   | 30 942 (46,72%)                                  | Христианская общественная ассоциация | Сейм Польской Народной Республики X созыва  |                 |
| 1991   |                                                  | Избирательный комитет православных   | Сейм Республики Польша I созыва             | 10 224 (3,17%)  |
| 1993   | Сенат Республики Польша III созыва               | Избирательный комитет православных   | 51 815 (20,23%)                             |                 |
| 1997   | Ассоциация славянского национального меньшинства | Сейм Республики Польша III созыва    | 7574 (2,90%)                                |                 |
| 1998   |                                                  | Союз демократических левых сил       | Сеймик Подляского воеводства I созыва       | 9815 (11,88%)   |
| 2001   | Союз демократических левых сил-Уния труда        | Сейм Республики Польша IV созыва     | 11 834 (2,98%)                              |                 |
| 2005   | Союз демократических левых сил                   | Сейм Республики Польша V созыва      | 14 181 (4,10%)                              |                 |
| 2007   | Левые и демократы                                | Сейм Республики Польша VI созыва     | 14 234 (3,09%)                              |                 |
| 2011   | Союз демократических левых сил                   | Сейм Республики Польша VII созыва    | 14 286 (3,33%)                              |                 |
| 2014   | Союз демократических левых сил-Уния труда        | Европейский парламент VIII созыва    | 7387 (1,87%)                                |                 |
| 2015   |                                                  | Избирательный комитет Чиквин в Сенат | Сенат Республики Польша IX созыва           | 32 896 (45,37%) |
| 2019   |                                                  | Гражданская коалиция                 | Сейм Республики Польша IX созыва            | 14 083 (2,71%)  |
| 2023   | Сейм Республики Польша X созыва                  | Гражданская коалиция                 | 8332 (1,37%)                                |                 |

## Награды
Награждён Офицерским Крестом Ордена Возрождения Польши (1997) и Серебряным Крестом Заслуги (1984).

## Личная жизнь
Жена – Эльжбета Чиквин, социолог.